# يحيى عمر
يحيى عمر (9 سبتمبر 1997 - ) هو لاعب كرة يد مصري.

## وصلات خارجية
- يحيى عمر على موقع الاتحاد الدولي لكرة اليد (الإنجليزية)
- يحيى عمر على موقع الاتحاد الأوروبي لكرة اليد (الإنجليزية)
- يحيى عمر على موقع اللجنة الأولمبية الدولية (الإنجليزية)
- يحيى عمر على موقع أوليمبيديا (الإنجليزية)